# Anemone juzepczukii
Anemone juzepczukii là một loài thực vật có hoa trong họ Mao lương. Loài này được Starod. mô tả khoa học đầu tiên năm 1983.